# Ingo Wittenborn
Ingo Wittenborn (* 30. September 1964 in Bielefeld) ist ein ehemaliger deutscher Radrennfahrer und nationaler Meister im Radsport.

## Sportliche Laufbahn
Wittenborn war im Straßenradsport und im Bahnradsport aktiv. Er war Teilnehmer der Olympischen Sommerspiele 1984 in Los Angeles. In der Einerverfolgung schied er in der Qualifikation gegen Pascal Robert aus. In der Olympiasaison gewann er die nationale Meisterschaft in der Einerverfolgung der Amateure vor Rolf Gölz. 1987 wurde er in der Mannschaftsverfolgung mit der RG Nordrhein-Westfalen Vize-Meister. 1986 kam er auf den dritten Rang.
1992 fuhr er für die Nationalmannschaft des Bundes Deutscher Radfahrer die Tunesien-Rundfahrt.